# Hugh Mundell
Hugh Mundell, znany również jako Jah Levi (ur. 14 czerwca 1962 w Kingston, zm. 13 października 1983 tamże) – jamajski wykonawca muzyki roots reggae; uważany za jednego z najbardziej utalentowanych wokalistów na wyspie przełomu lat 70. i 80., został zastrzelony w wieku 21 lat.

## Życiorys
Urodził się i dorastał wraz z trzema siostrami we wschodniej części stolicy Jamajki; jego ojciec, Alvin Mundell, był znanym w mieście prawnikiem. Jednym z przyjaciół rodziny Mundellów był Boris Gardiner, który poznawszy się na drzemiącym w chłopcu talencie wokalnym, udzielał mu lekcji muzyki reggae, przy okazji zaznajamiając go z filozofią rasta. W wieku zaledwie 13 lat, Hugh nagrał w studiu Gardinera (w asyście słynnego producenta Joego Gibbsa) swój pierwszy singel pt. „Where Is Natty Dread?”. Utwór wywarł duże wrażenie na innym znanym producencie, Augustusie Pablo, który postanowił pokierować dalszą karierą młodego wokalisty. Na początku uczynił go DJ-em swojego soundsystemu, natomiast w roku 1978 wyprodukował i wydał jego debiutancką płytę długogrającą zatytułowaną Africa Must Be Free By 1983 (rok później ukazała się także dubowa wersja krążka). Pod jego okiem Mundell spróbował także swoich sił jako producent: założył własny label Mun Rock Records, a pierwszym nagraniem jakie zarejestrował był debiutancki singel jego najlepszego przyjaciela, Juniora Reida. Do swojej tragicznej śmierci nagrał jeszcze 3 nowe albumy studyjne: Time & Place (1980, Mun Rock Records), Mundell (1982, Greensleeves Records) oraz Blackman's Foundation (1983, Shanachie Records).
Mundell zginął od strzału w szyję 13 października 1983 roku, siedząc w zaparkowanym przy Grants Pen Avenue samochodzie ze wspomnianym Reidem. Okoliczności całego zajścia nie są do końca jasne, powstało na ich temat wiele różnych teorii i domysłów. Swoją wersję wydarzeń przedstawił również Reid:
„Hugh miał zatarg z facetem, który wykonywał jakieś roboty wokół jego nowego domu. Pewnego dnia, gdy wróciliśmy ze wspólnego występu, okazało się, że ktoś włamał się do domu i ukradł lodówkę. Sąsiad twierdził, że złodziejem był tamten robotnik. Pojechaliśmy więc i znaleźliśmy go, a potem aresztowała go policja. Kiedy siedzieliśmy później w samochodzie, przyszedł do nas brat tamtego gościa i powiedział: uwolnijcie mojego brata! Hugh odparł: nie, i wtedy tamten po prostu wyciągnął pistolet i strzelił. Tak zginął mój przyjaciel”.
Pozostawił żonę i trójkę dzieci (jeden z synów, Tahir, również próbuje swoich sił jako wokalista). Jego zabójca został skazany na 10 lat więzienia.

## Dyskografia

### Albumy studyjne
| L.p. | Tytuł                           | Data wydania | Wytwórnia             | Format |
| ---- | ------------------------------- | ------------ | --------------------- | ------ |
| 1.   | Africa Must Be Free By 1983     | 1978         | Message               | LP     |
| 2.   | Africa Must Be Free By 1983 Dub | 1979         | Rockers International | LP     |
| 3.   | Time & Place                    | 1980         | Mun Rock              | LP     |
| 4.   | Mundell                         | 1982         | Greensleeves          | LP     |
| 5.   | Blackman's Foundation           | 1983         | Shanachie             | LP     |

### Pośmiertne kompilacje
| L.p. | Tytuł             | Data wydania | Wytwórnia | Format | Komentarz               |
| ---- | ----------------- | ------------ | --------- | ------ | ----------------------- |
| 1.   | Arise             | 1988         | Atra      | LP     | składanka „the best of” |
| 2.   | The Blessed Youth | 2002         | Makasound | CD, LP | składanka „the best of” |

### Inne
W roku 1980 nakładem wytwórni Live & Love Records ukazał się jego wspólny album z Lacksleyem Castellem pt. Jah Fire.
Ponadto, wydał około 35 singli na winylach 7" i 12", część z nich pod pseudonimem Jah Levi. Wiele jego piosenek znalazło się na różnych składankach z muzyką reggae.